# Santiago Padrós i Elías
Santiago Padrós i Elías (Terrassa, 4 de juny de 1918 - Bellvei, 1 de maig de 1971) fou un artista català, considerat un dels més importants realitzadors de mosaics nacionals de la seva època. Signava les seves obres amb el pseudònim de Sant Yago.

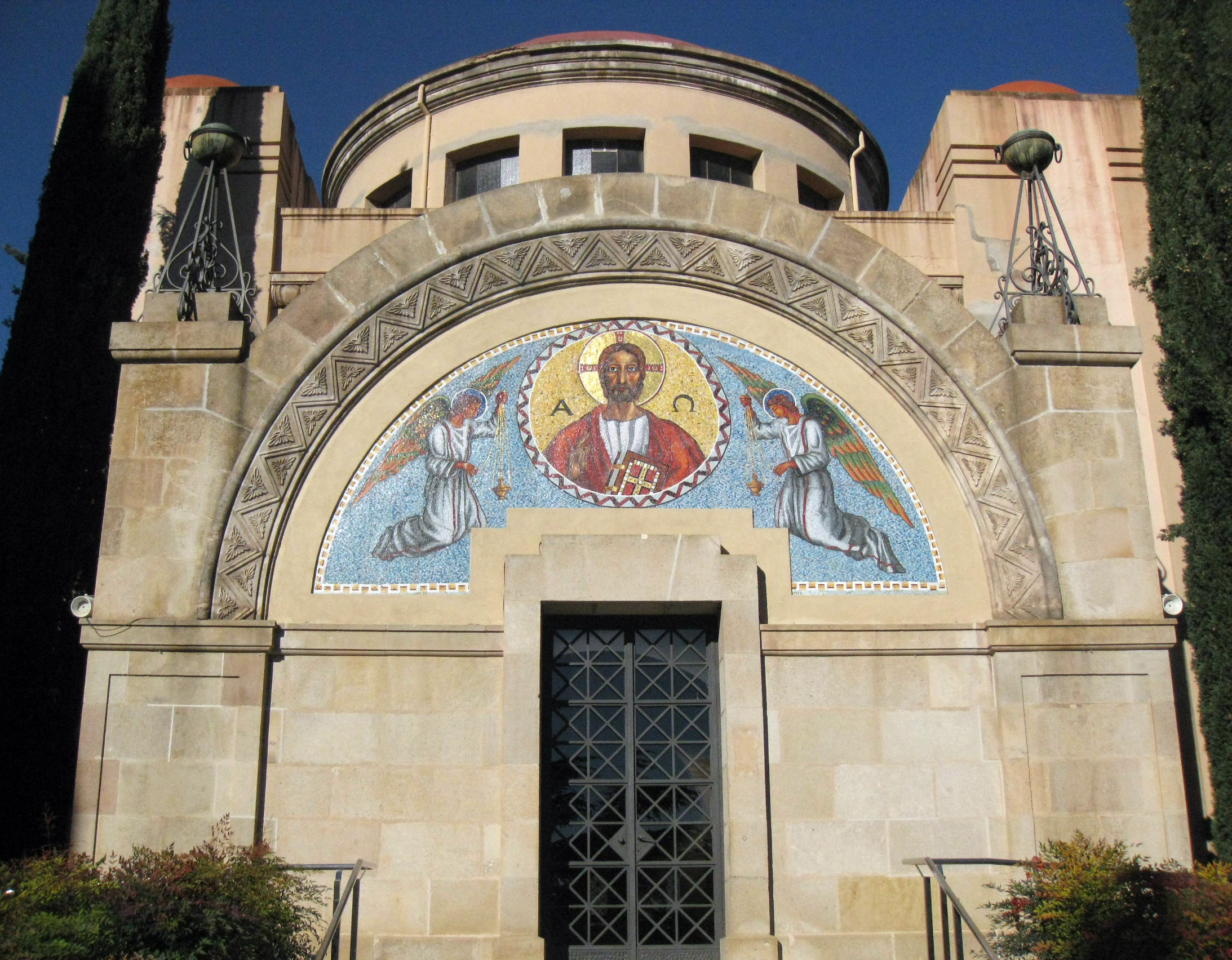
Mosaic de Padrós a la capella del cementiri de Terrassa

Va cursar estudis primaris a l'Escola Pia de Terrassa, on va rebre una sòlida formació que va marcar el seu estil artístic. Va cursar els seus estudis secundaris a l'Institut de Terrassa on, entre els seus professors, va rebre classes de dibuix de l'escultor Carlos Armiño Gómez, qui el va animar a descobrir la seva sensibilitat artística i el va ajudar a entrar en contacte amb l'art relacionant-se amb l'Escola paisatgística d'Olot, que també va tenir gran influència en el seu estil artístic. Va cursar els estudis superiors a la Facultat de Filosofia i Lletres de la Universitat de Barcelona, alternant-los amb la seva assistència a les aules d'art de la Reial Acadèmia Catalana de Belles Arts de Sant Jordi.

## Biografia
Als 25 anys va obtenir una beca de la Fundació Alexander von Humboldt per assistir a classes de l'Escola Kronemburg a Alemanya i va continuar aprenent al taller d'escultors de Múnic.
El 1947 començà el seu interès pels mosaics i passà una temporada a Venècia, Roma i Ravenna, on es troben els millors mosaics d'Europa.
Va ser decisiva en ell la influència estètica noucentista d'Eugeni d'Ors, qui li va adreçar elogis al cercle dels seus fidels seguidors.
Obrí el seu estudi a Terrassa, tenint una etapa de gran activitat per encàrrecs que li arribaven de tot el país, especialment de les esglésies en construcció a causa de les destrosses de la Guerra Civil Espanyola. Les creixents comandes l'animaren a obrir una fàbrica de vidre (Regio Pistrina) a Molins de Reis, seguint l'estil de Murano.
L'any 1951 li encarregaren el que serà el seu projecte més gran de la seva vida, la decoració de la cúpula central del Valle de los Caidos, d'una superfície de 2.000 metres quadrats i 5 milions de tessel·les. Per poder realitzar aquesta obra va muntar el seu estudi al vestíbul del Teatro de la Ópera de Madrid. Podem contemplar la seva obra per nombroses ciutats espanyoles però també de l'estranger.
Santiago Padrós va treballar a Tarragona durant la dècada dels anys seixanta del segle xx. Els seus mosaics i vidrieres es poden observar en edificis com l'antiga fàbrica de galetes Loste, l'edifici Zodiac, el Santuari del Loreto, l'edifici de Trànsit i el col·legi Vedruna-Sagrat Cor. L'any 2020, la Biblioteca Hemeroteca Municipal de Tarragona, organitzà una ruta per la ciutat amb l'objectiu de donar a conèixer i posar en valor la seva obra.
Va morir als 52 anys en un accident de trànsit, el primer de maig de 1971 al municipi de Bellvei i està enterrat al cementiri del Vendrell. La seva tomba està presidida per un autoretrat en mosaic.